# 甲斐好美
甲斐 好美（かい このみ、1993年7月10日 - ）は、日本の陸上競技選手専門は走幅跳。

## 来歴
埼玉県で誕生後、まもなく宮崎県に転居し、小学校4年生から陸上競技に取り組んだ。日向学院中学校・高等学校に進学し、高校から陸上部で走幅跳を始めるが、高校時代のベスト記録は5m43cmであった。部活動は「楽しむためにするもの」と考えており、全国高等学校総合体育大会陸上競技大会（インターハイ）への出場経験もないまま卒業した。
2012年の大学進学時に祖母の住む埼玉県に居を移し、「趣味としての陸上」を続ける目的で、大学の陸上部ではなく、クラブチーム「VOLVER」に加入する。コーチから「6メートルは跳べるから、やるなら日本選手権まで目指してみようよ」と言われ、「軽い気持ち」で始めたが、2年生の2013年に関東選手権への出場を逃したことを契機に走力の向上に取り組み、3年生となった2014年に初めて記録が6mを超えた。その後も6m台の記録を連発し、2014年の第98回日本陸上競技選手権大会では6m07cmの記録で3位に入賞した。11月のさいたま市跳躍記録会では6m36cmを跳んで、2014年の日本ランキング1位となった。
2015年はアジア陸上競技選手権大会の日本代表に選出され、6月の大会では膝の怪我を押して出場し、4本もパスをしながら6m06cmの記録で8位に入賞した。アジア陸上後の第99回日本陸上競技選手権大会（6月26日 - 29日）は膝の故障のために欠場を余儀なくされた。しかし、2015年7月12日、復帰第1戦と位置づけていた埼玉県新座市で行われた新座選手権にて、日本歴代3位となる6ｍ73cmを跳び、翌2016年開催のリオデジャネイロオリンピックの参加標準記録を突破。なお、同年8月22日に行われたさいたま市陸上競技選手権大会でも6m71(+0.1)を跳ぶと、更に10月24日に新座市秋季記録会で6m84に自己ベストを伸ばし3度目のリオデジャネイロ五輪標準突破を果たしている。
2016年、第100回日本陸上競技選手権大会では雨の中で6m36の記録で大会初優勝を飾り、リオデジャネイロオリンピック出場を内定させた。